# Labinot Haliti
Labinot Haliti (Pristina, 26 ottobre 1985) è un allenatore di calcio ed ex calciatore albanese naturalizzato australiano, di ruolo centrocampista o attaccante, tecnico del Sydney Olympic.

## Biografia
Nato a Pristina in Kosovo, si è trasferito da piccolo con la sua famiglia in Australia dove è cresciuto.

## Palmarès

### Club

#### Competizioni internazionali
- AFC Champions League: 1

Western Sydney Wanderers: 2014